# القرادعي (قارة)

تعديل مصدري - تعديل

القرادعي هي إحدى قرى عزلة قارة بمديرية قارة التابعة لمحافظة حجة، بلغ تعداد سكانها 212 نسمة حسب تعداد اليمن لعام 2004.